# Крайтон, Джон, 3-й граф Эрн
Джон Крайтон, 3-й граф Эрн (англ. John Creighton, 3st Earl Erne; 30 июля 1802 — 3 октября 1885) — англо-ирландский пэр и политик.

## Ранняя жизнь
Родился 30 июля 1802 года. Старший сын подполковника достопочтенного Джона Крейтона (1772—1833), губернатора замка Херст, и Джейн Уэлдон (1766—1849), дочери Уолтера Уэлдона и Энн Кук.
Его дедом по отцовской линии был Джон Крейтон, 1-й граф Эрн (сын Авраама Крейтона, 1-го барона Эрна) и Кэтрин Говард (сестра 1-го виконта Уиклоу).

## Карьера
10 июня 1842 года после смерти своего бездетного дяди Авраама Крейтона, 2-го графа Эрна, Джон Крейтон унаследовал титулы 3-го графа Эрна из замка Кром, 3-го виконта Эрна из замка Кром (графство Фермана) и 4-го барона Эрна из замка Кром (графство Фермана). Его дядя Авраам был членом парламента от Лиффорда с 1790 по 1797 год, прежде чем он был объявлен сумасшедшим в ноябре 1798 года, а затем заключен в тюрьму в Брук-Хаусе в Лондоне на следующие сорок лет. 3-й граф Эрн впоследствии изменил написание фамилии на «Крайтон».
С 1845 по 1885 год — ирландский пэр-представитель в Палате лордов Великобритании. С 1840 по 1885 год — он занимал почётную должность лорда-лейтенанта графства Фермана. В 1868 году он удостоен Ордена Святого Патрика.
13 января 1876 года для него был создан титул барона Фермана из Лискаски в графстве Фермана в системе Пэрства Соединённого королевства. Этот титул давал ему и его потомкам автоматическое место в Палате лордов.
Лорда Эрна также помнят как работодателя капитана Чарльза Бойкотта , чьи неправильные отношения с сельскохозяйственными рабочими в поместье лорда Эрна в графстве Мейо вызвали кризис политического и общественного порядка и спровоцировали стратегию, которая дала английскому языку термин для бойкота.

## Личная жизнь
6 июля 1837 года лорд Эрн женился на Селине Гризельде Бересфорд (ок. 1804 — 6 сентября 1884), второй дочери преподобного Чарльза Кобба Бересфорда и Амелии Монтгомери. У супругов были следующие дети:
- Леди Луиза Энн Кэтрин Крайтон (27 мая 1838 — 29 августа 1866), умершая незамужней.
- Джон Генри Крайтон, 4-й граф Эрн (16 октября 1839 — 2 декабря 1914), женившийся на леди Флоренс Мэри Коул, дочери 3-го графа Эннискиллена.
- Достопочтенный Чарльз Фредерик Крайтон (ноябрь 1841 — 20 августа 1918), в 1873 году который женился на леди Мэдлин Оливии Сьюзен Тейлор, старшей дочери 3-го маркиза Хедфорта и Амелии Томпсон, дочери лорда-мэра Лондона Уильяма Томпсона.
- Достопочтенный Сэр Генри Джордж Луи Крайтон (7 апреля 1844 — 10 мая 1922), адъютант короля Эдуарда VII. В 1869 году он женился на Летиции Грейс Коул-Гамильтон, третьей дочери майора Артура Уиллоуби Коул-Гамильтона. После ее смерти в 1888 году он женился вторым браком на леди Эмме Бэринг, дочери 1-го графа Нортбрука, в 1890 году.

Лорд Эрн умер в октябре 1885 года в возрасте 83 лет, и его титулы сменил его старший сын Джон, который стал министром консервативного правительства.
Ему принадлежало 40 000 акров земли в графствах Фермана, Слайго, Донегол и Мейо.